# RBMK

Principskiss för en RBMK-reaktor

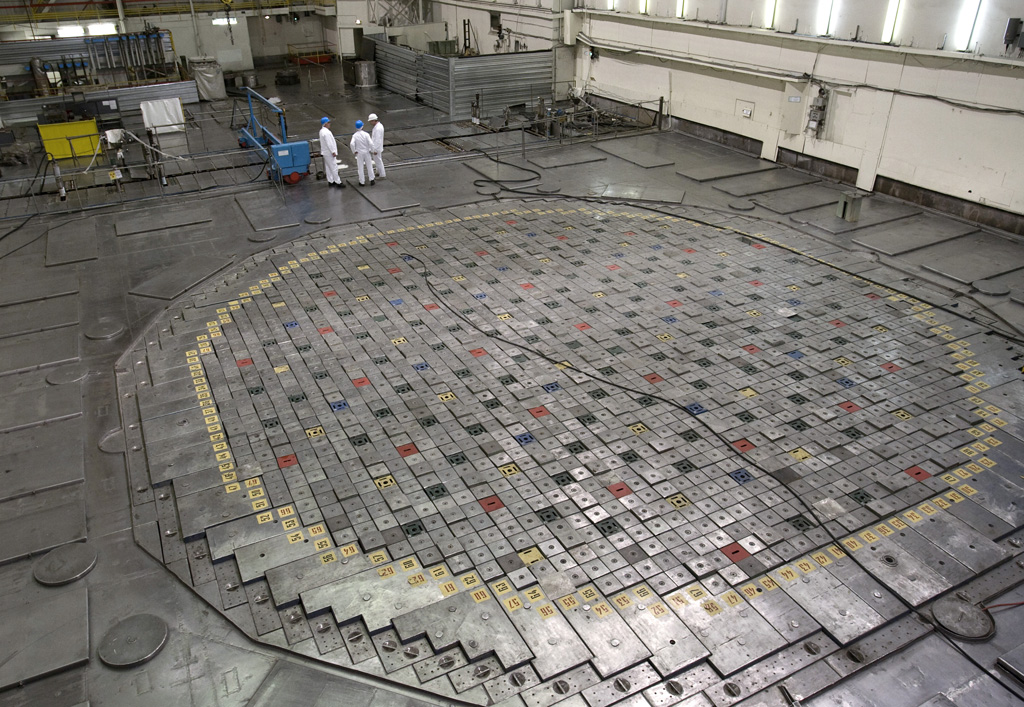
Reaktorhall över härden, med block som skyddar mot strålning. Bränslebyte genomförs under drift, varvid en bränslebytesmaskin förs fram till önskad position. Bränslekanalen sektioneras bort från reaktorn och det utbrända bränsleelementet byts ut mot ett nytt.

RBMK är en förkortning för det ryska begreppet Reaktor Bolsjoj Mosjnosti Kanalnyj (ryska: Реактор Большой Мощности Канальный), vilket betyder ’Högtrycksreaktor av kanaltyp’) och är en kärnkraftsreaktortyp byggd i Sovjetunionen. Idag (2024) finns 7 stycken RBMK-reaktorer i drift i Ryssland.

## Konstruktion
Reaktorn har vanligt vatten ("lättvatten") som kylmedel, grafit som moderator samt låganrikat eller naturligt uran som bränsle. 
Varje bränsleelement omges av en trycktub i vilken vatten pumpas in för att bringas att koka. Varje trycktub är omgiven av grafit, som fungerar som moderator i kedjereaktionen.
Vid låga effekter leder denna konstruktion till att reaktorn lätt blir instabil, det vill säga en ökning av effekten leder till att ånghalten ökar, vilket i sin tur leder till ytterligare effektökning, och så vidare. Att en ökad ånghalt leder till ökad effekt, kallas positiv voidkoefficient.
Världens övriga kommersiella reaktorer har alltid negativ voidkoefficient (det vill säga ökad värme och ånghalt ger sämre moderering, vilket i sin tur leder till minskad kärnklyvning och därmed minskad effekt). För att kontrollera en reaktor med positiv voidkoefficient krävs att kärnklyvningen styrs på något annat sätt, exempelvis genom att föra in styrstavar i reaktorn, antingen manuellt eller genom ett kontrollsystem.
Genom att föra in eller ut styrstavar i utrymmena mellan reaktorns bränsleelement, kan neutronflödet, och därmed kedjereaktionen i en reaktorhärd kontrolleras. Styrstavar innehåller ett ämne (t.ex. Bor-10) som absorberar de neutroner som krävs för bibehållen kedjereaktion. Vid tiden för Tjernobylolyckan var spetsarna på reaktorns styrstavar gjorda av grafit, en speciell design som gjorde det möjligt för reaktoroperatörerna att moderera neutronerna i just de områden i härden där de är placerade, vilket lokalt ökar effekten och därmed bränslets lokala utbränning. Designen innebar att när denna typ av styrstavar sköts in i reaktorn, så ökade reaktorns effekt initialt. Istället för att bromsa kedjereaktionen såsom tänkt, leder detta till att styrstavarna i ett kortare första skede ökar reaktorns effekt.
Systemet med individuella bränslekanaler möjliggör bränslebyte under drift. Detta är fördelaktigt bland annat då reaktorn används för att producera plutonium av vapenkvalitet, då man önskar kunna ta ut det bestrålade bränslet efter en relativt kort tid. Bränslebyte under drift är också i princip nödvändigt vid drift med naturligt eller låganrikat uran, något som även gäller för reaktorer av typen CANDU, samt den i Sverige aldrig färdigställda reaktorn Marviken. Mängden klyvbart material i varje bränslestav är betydligt mindre än då anrikat uran används, varför stavarna måste bytas efter veckor eller månader, jämfört med 3-5 år vilket är normalt för majoriteten av världens PWR- och BWR-reaktorer. 

## Översikt RBMK-reaktorer
Totalt har 22 RBMK-reaktorer påbörjats, varav 17 färdigställts. Av dessa 17 har sedan 10 stycken tagits ur drift: 1 totalhavererad (Tjernobyl-4), 1 på grund av brand (Tjernobyl-2), 5 på grund av ålder och/eller stora underhållsbehov (Leningrad-1/2, Kursk-1/2 och Tjernobyl-1) samt 1 på grund av politiska beslut (Tjernobyl-3).
Idag (2024) är 7 stycken RBMK-reaktorer i drift: 2 i Leningradverket utanför Sankt Petersburg, 2 i Kursk samt 3 i Smolensk.
| Station       | Typ       | Netto- effekt | Byggstart  | Första nätanslutning | Start kommersiell drift | Stoppad         |
| ------------- | --------- | ------------- | ---------- | -------------------- | ----------------------- | --------------- |
| Leningrad - 1 | RBMK-1000 | 925 MWe       | 1970-03-01 | 1973-12-21           | 1974-11-01              | 2018-12-21      |
| Leningrad - 2 | RBMK-1000 | 925 MWe       | 1970-06-01 | 1975-07-11           | 1976-02-11              | 2020-11-10      |
| Leningrad - 3 | RBMK-1000 | 925 MWe       | 1973-12-01 | 1979-12-07           | 1980-06-29              |                 |
| Leningrad - 4 | RBMK-1000 | 925 MWe       | 1975-02-01 | 1981-02-09           | 1981-08-29              |                 |
| Kursk-1       | RBMK-1000 | 925 MWe       | 1972-06-01 | 1976-12-19           | 1977-10-12              | 2021-12-19      |
| Kursk-2       | RBMK-1000 | 925 MWe       | 1973-01-01 | 1979-01-28           | 1979-08-17              | 2024-01-31      |
| Kursk-3       | RBMK-1000 | 925 MWe       | 1978-04-01 | 1983-10-17           | 1984-03-30              |                 |
| Kursk-4       | RBMK-1000 | 925 MWe       | 1981-05-01 | 1985-12-02           | 1986-02-05              |                 |
| Kursk-5       | RBMK-1000 | 925 MWe       | 1985-12-01 | -                    | -                       | Ej färdigställd |
| Kursk-6       | RBMK-1000 | 925 MWe       | 1986-08-01 | -                    | -                       | Ej färdigställd |
| Smolensk-1    | RBMK-1000 | 925 MWe       | 1975-10-01 | 1982-12-09           | 1983-09-30              |                 |
| Smolensk-2    | RBMK-1000 | 925 MWe       | 1976-06-01 | 1985-05-31           | 1985-07-02              |                 |
| Smolensk-3    | RBMK-1000 | 925 MWe       | 1984-05-01 | 1990-01-17           | 1990-10-12              |                 |
| Smolensk-4    | RBMK-1000 | 925 MWe       | 1984-10-01 | -                    | -                       | Ej färdigställd |
| Ignalina-1    | RBMK-1500 | 1 185 MWe     | 1977-05-01 | 1983-12-31           | 1985-05-01              | 2004-12-31      |
| Ignalina-2    | RBMK-1500 | 1 185 MWe     | 1978-01-01 | 1987-08-20           | 1987-12-01              | 2009-12-31      |
| Tjernobyl-1   | RBMK-1000 | 740 MWe       | 1970-03-01 | 1977-09-26           | 1978-05-27              | 1996-11-30      |
| Tjernobyl-2   | RBMK-1000 | 925 MWe       | 1973-02-01 | 1978-12-21           | 1979-05-28              | 1991-10-11      |
| Tjernobyl-3   | RBMK-1000 | 925 MWe       | 1976-03-01 | 1981-12-03           | 1982-06-08              | 2000-12-15      |
| Tjernobyl-4   | RBMK-1000 | 925 MWe       | 1979-04-01 | 1983-12-22           | 1984-03-26              | 1986-04-26      |
| Tjernobyl-5   | RBMK-1000 | 925 MWe       | 1981-12-01 | -                    | -                       | Ej färdigställd |
| Tjernobyl-6   | RBMK-1000 | 925 MWe       | 1983-12-01 | -                    | -                       | Ej färdigställd |